# Bräkne-Hoby

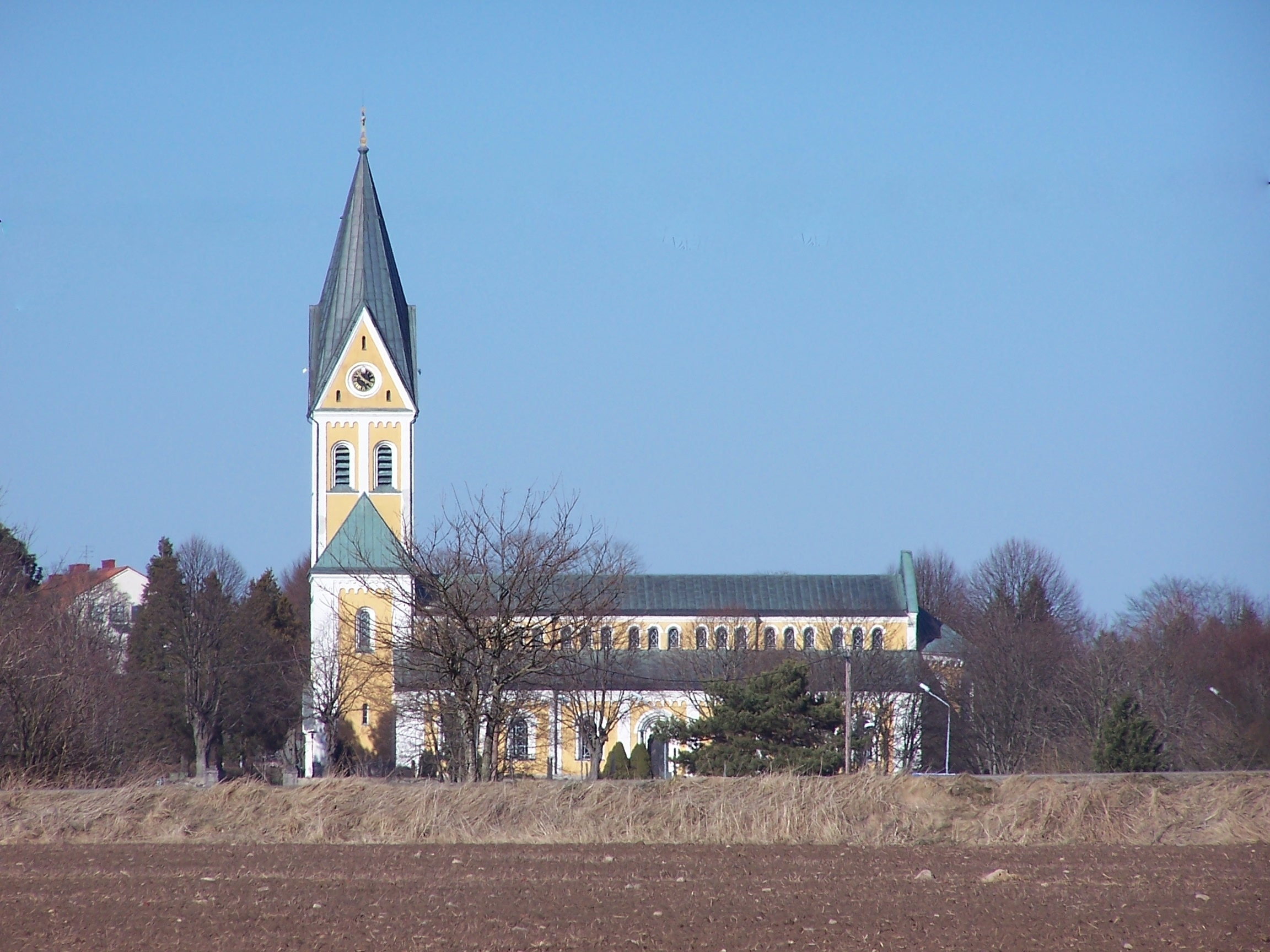
Kirche in Bräkne-Hoby

Bräkne-Hoby ist eine Ortschaft (Tätort) in der südschwedischen Provinz Blekinge län und der historischen Provinz Blekinge. Der Ort in der Gemeinde Ronneby liegt nahe der Europastraße 22 zwischen Ronneby und Karlshamn.
Bräkne-Hoby liegt in der Mitte der historischen Provinz Blekinge. Es bietet Küste, Archipel, viele Naturschutzgebiete, einen Vier-Sterne-Campingplatz, Herbergen und Feriendörfern. Der Ort verfügt über einen Supermarkt, Holzindustrie, moderne kleine Unternehmen, ein Feuerwehrhaus sowie ein kulturelles Zentrum mit Volkshochschule, Gymnasium, Schule und ein Blekingearchiv.
Die Kirche in Bräkne-Hoby stammt aus dem 19. Jahrhundert.